# NGC 5782
NGC 5782 (другие обозначения — UGC 9602, MCG 2-38-22, ZWG 76.99, KCPG 445A, PGC 53379) — линзообразная галактика (S0) в созвездии Волопас.
Этот объект входит в число перечисленных в оригинальной редакции «Нового общего каталога».